# FEI Nations Cup 2021 (Vielseitigkeit)
Der FEI Nations Cup 2021 im Vielseitigkeitsreiten (2021 FEI Eventing Nations Cup™) ist die zehnte Saison des Nations Cups der Vielseitigkeitsreiter.

## Ablauf der Turnierserie
Obwohl es immer noch zu Turnierabsagen und Reisebeschränkungen im Zuge der COVID-19-Pandemie kam, wurden in der Saison 2021 schon wieder deutlich mehr Vielseitigkeits-Nationenpreise ausgetragen, als dies im Vorjahr der Fall war. Seine Premiere feiert der kanadische Nationenpreis in Bromont, dessen erste Austragung im Jahr 2020 nicht zustande gekommen war.
Im Frühjahr 2021 kam es bei einem Springreitturnier in Valencia zu einem Ausbruch einer Mutation des Equinen Herpesvirus 1 (EHV-1), der durch weiterreisende Pferde in Folge auf anderen Turnieren eingeschleppt wurde. Daher untersagte die FEI alle europäischen Turniere vom Anfang März bis zum 11. April 2021. Unter diesen Rahmenbedingungen wurde das 21. bis 25. April vorgesehene irische Nationenpreisturnier zunächst auf den September 2021 verschoben und schließlich abgesagt. Das für Juni 2021 geplante Nationenpreisturnier Italiens wurde ganz abgesagt, das belgische Turnier an einen anderen Ort verlegt. Damit verbleiben der Nations-Cup-Saison 2021 sechs Etappen.
Die Etappen sind als CCIO 4*-Prüfungen ausgeschrieben. Hierbei wird üblicherweise das Kurzformat (CCIO 4*-S) gewählt, nur die Abschlussetappe in Boekelo wird traditionell als Langprüfung (CCIO 4*-L) ausgetragen. Pro Nationen können drei oder vier Reiter in der Mannschaftswertung antreten, die Ergebnisse von drei Reitern je Nation geht in die Wertung ein.
Die siegreiche Mannschaft erhält in den Wertungsprüfungen jeweils 100 Punkte, die nachfolgenden Nationen bekommen eine absteigende Anzahl an Wertungspunkten. Für Reiter, die die Prüfung nicht beenden, erhalten die Mannschaften jeweils 1000 Minuspunkte in der Prüfung. Dies stelle sicher, dass alle Mannschaften mit einem Ergebnis abschließen und damit Wertungspunkte für den Nations Cup erhalten.

## Die Prüfungen

### Vereinigtes Königreich
Der Auftakt zum Nations Cup fand nach der Verschiebung des irischen Nationenpreises bei der britischen Etappe statt. Diese wurde an ihrem angestammten Austragungsort, dem Landsitz Houghton Hall in der Grafschaft Norfolk, durchgeführt. Die Houghton International Horse Trials wurden 2021 vom 27. bis 30. Mai ausgetragen.
Beeinflusst durch die Bedingungen während der COVID-19-Pandemie und erschwerten Transportbedingungen für Pferde nach dem EU-Austritt des Vereinigten Königreichs traten in Houghton Hall nur drei Nationen an, die eine Mannschaft aus Reiterinnen und Reitern bilden konnten, die auf den britischen Inseln wohnhaft sind. Der Sieg im Nationenpreis ging an die Gastgeber, alle drei Paare der britischen Equipe beendeten die Prüfung mit ihrem Dressurergebnis. Das beste Paar der britischen Mannschaft waren hierbei Mollie Summerland und Charly van ter Heiden, die drei Wochen später mit dem CCI 5*-L Luhmühlen ihre erste 5*-Prüfung gewannen.
Das beste Paar aus den Mannschaften in der Einzelwertung waren der Australier Kevin McNab und Willunga, die die Prüfung auf Rang sechs beendete. Mit fast fünf Minuspunkten vor der zweitplatzierten Reiterin gewann William Fox-Pitt mit dem Hannoveraner Wallach Little Fire die Einzelwertung.
Mannschaftswertung CCIO 4*-S
|         | Mannschaft     | Reiter und Pferde                       | Minuspunkte | Minuspunkte | Minuspunkte | Minuspunkte | Wertungs- punkte |
| Dressur | Mannschaft     | Reiter und Pferde                       | Springen    | Gelände     | Gesamt      |             | Wertungs- punkte |
| ------- | -------------- | --------------------------------------- | ----------- | ----------- | ----------- | ----------- | ---------------- |
| 1       | Großbritannien | Tom McEwen Class Affair                 | 32,60       | 0,00        | 0,00        | 32,60       |                  |
| 1       | Großbritannien | Mollie Summerland Charly van ter Heiden | 32,40       | 0,00        | 0,00        | 32,40       |                  |
| 1       | Großbritannien | Georgie Spence Halltown Harley          | 33,50       | 0,00        | 0,00        | 33,50       |                  |
| 1       | Großbritannien |                                         |             |             |             | 98,50       | 100              |
| 2       | Irland         | Joseph Murphy Cesar V                   | 31,30       | 0,00        | 9,20        | 40,50       |                  |
| 2       | Irland         | Susie Berry Ringwood LB                 | 32,20       | 0,00        | 1,60        | 33,80       |                  |
| 2       | Irland         | Austin O’Connor Colorado Blue           | 34,30       | 4,00        | 2,40        | 40,70       |                  |
| 2       | Irland         |                                         |             |             |             | 115,00      | 90               |
| 3       | Australien     | Kevin McNab Willunga                    | 30,50       | 0,00        | 1,20        | 31,70       |                  |
| 3       | Australien     | Sam Griffiths Gurtera Cher              | 31,70       | 0,00        | 11,20       | 48,30       |                  |
| 3       | Australien     | Sophie Adams Ridire Dorcha              | 44,40       | 0,00        | 12,40       | 56,80       |                  |
| 3       | Australien     |                                         |             |             |             | 136,80      | 80               |

Einzelwertung CCIO 4*-S
| Rang | Reiter           | Pferd                  | Mannschafts- wertung | Minuspunkte | Minuspunkte | Minuspunkte | Minuspunkte |
| Rang | Reiter           | Pferd                  | Mannschafts- wertung | Dressur     | Springen    | Gelände     | Gesamt      |
| ---- | ---------------- | ---------------------- | -------------------- | ----------- | ----------- | ----------- | ----------- |
| 1    | William Fox-Pitt | Little Fire            | nein                 | 25,40       | 0,00        | 0,00        | 25,40       |
| 2    | Selina Milnes    | Iron                   | nein                 | 30,00       | 0,00        | 0,00        | 30,00       |
| 3    | Isabelle Upton   | Magic Roundabout       | nein                 | 30,70       | 0,00        | 0,00        | 30,70       |
| 4    | Alex Hua Tian    | Jilsonne van Bareelhof | nein                 | 24,30       | 0,40        | 6,20        | 30,70       |
| 5    | Oliver Townend   | Davinci                | nein                 | 30,70       | 0,00        | 0,40        | 31,10       |

Anmerkung:
1. ↑  4. Platz, da schlechteres Geländeergebnis als Isabelle Upton

### Polen
Das Ośrodek Jeździecki Stragona (Reitsportzentrum Stragona) in Strzegom, das mehrfach pro Jahr große Vielseitigkeitsturniere veranstaltet, war auch im Jahr 2021 Austragungsort des polnischen Nationenpreisturniers. Der CCIO 4*-S im Rahmen der Strzegom Horse Trials wurde vom 25. bis zum 27. Juni 2021 ausgetragen.
Wie üblich beim polnischen Nationenpreisturnier war die Geländestrecke sehr anspruchsvoll, kein Teilnehmer beendete diese ohne weitere Minuspunkte. Nach Dressur und Gelände lag die Mannschaft Polens in Führung. Doch auch das Springen erwies sich als erhebliche Herausforderung: Als einziger polnischer Mannschaftsreiter beendete Mateusz Kiempa den Springparcours ohne Fehler. Seine Equipekolleginnen und -kollegen erhielten jeweils 16 und mehr Minuspunkte aus dem Springen. Hiervon profitierte die deutsche Mannschaft: Eine Woche nach den Deutschen Meisterschaften beim CCI Luhmühlen war Deutschland mit einer Equipe mit Reitern und/oder Pferden mit wenig Erfahrung in Nationenpreis in Strzegom am Start. Dennoch hatte sich die deutsche Equipe im Gelände ähnlich gut wie Polen geschlagen. Im Springen schließlich kamen drei von vier deutschen Mannschaftsreiterinnen auf ein Ergebnis von vier oder weniger Minuspunkten. Damit schob sich Deutschland in die Spitzenposition und gewann wie im Vorjahr den Nationenpreis von Strzegom.
In der Einzelwertung ging der Sieg an die 28-jährige Reiterin Jule Wewer und ihren 18-jährigen Oldenburger Ruling Spirit, den sie seit 2010 auf international ausgeschriebenen Turnieren vorstellt. Für Jule Wewer war dies der erste Sieg in einer CCI 4*-Prüfung. Dem indischen Reiter Fouaad Mirza, der einen Einzelstartplatz bei den fünf Wochen später stattfindenden Olympischen Vielsietigkeitswettbewerben errungen hatte, glückte in Strzegom die Generalprobe: Mit der 10-jährigen Stute Dajara kam er auf den zweiten Rang.
Mannschaftswertung CCIO 4*-S
|                                         | Mannschaft                              | Reiter und Pferde                       | Minuspunkte                             | Minuspunkte                             | Minuspunkte                             | Minuspunkte                             | Wertungs- punkte |
| Dressur                                 | Mannschaft                              | Reiter und Pferde                       | Gelände                                 | Springen                                | Gesamt                                  |                                         | Wertungs- punkte |
| --------------------------------------- | --------------------------------------- | --------------------------------------- | --------------------------------------- | --------------------------------------- | --------------------------------------- | --------------------------------------- | ---------------- |
| 1                                       | Deutschland                             | Josefa Sommer Simple Smile              | 30,50                                   | 6,40                                    | 4,00                                    | 40,90                                   |                  |
| 1                                       | Deutschland                             | Elena Otto-Erley Finest Fellow          | 33,30                                   | 16,80                                   | 0,00                                    | 50,10                                   |                  |
| 1                                       | Deutschland                             | Katharina Tietz Aspen T                 | 36,40                                   | 11,60                                   | 12,00                                   | 60,00                                   |                  |
| 1                                       | Deutschland                             | Nadine Marzahl Victoria                 | 31,40                                   | 36,40                                   | 4,00                                    | (71,80)                                 |                  |
| 1                                       | Deutschland                             |                                         |                                         |                                         |                                         | 151,00                                  | 100              |
| 2                                       | Polen                                   | Mateusz Kiempa Lassban Radovix          | 27,70                                   | 12,80                                   | 0,00                                    | 40,50                                   |                  |
| 2                                       | Polen                                   | Jan Kamiński Jard                       | 32,60                                   | 9,20                                    | 16,00                                   | 57,80                                   |                  |
| 2                                       | Polen                                   | Wiktoria Knap Quintus                   | 31,30                                   | 15,20                                   | 20,40                                   | 66,90                                   |                  |
| 2                                       | Polen                                   | Michał Hycki Moonshine                  | 38,10                                   | 68,40                                   | 20,00                                   | (126,50)                                |                  |
| 2                                       | Polen                                   |                                         |                                         |                                         |                                         | 165,20                                  | 90               |
| 3                                       | Belgien                                 | Manon Minner Cool Dancer                | 35,60                                   | 16,00                                   | 0,80                                    | 52,40                                   |                  |
| 3                                       | Belgien                                 | Julia Schmitz Lady Like                 | 37,50                                   | 16,00                                   | 8,00                                    | 61,50                                   |                  |
| 3                                       | Belgien                                 | Jarno Verwimp Hilton                    | 37,00                                   | 50,20                                   | 4,00                                    | 91,20                                   |                  |
| 3                                       | Belgien                                 | Lara de Liedekerke-Meier Cascaria V     | 29,50                                   | AUFG                                    |                                         | (1000,00)                               |                  |
| 3                                       | Belgien                                 |                                         |                                         |                                         |                                         | 205,10                                  | 80               |
| 4                                       | Schweden                                | Jonna Britse Quattrino                  | 30,50                                   | 6,00                                    | 8,00                                    | 44,50                                   |                  |
| 4                                       | Schweden                                | Christoffer Forsberg Con Classic        | 35,70                                   | 38,80                                   | 16,00                                   | 90,50                                   |                  |
| 4                                       | Schweden                                | Katrin Norling Fernando-Ukato           | 33,90                                   | 64,00                                   | 0,00                                    | 97,90                                   |                  |
| 4                                       | Schweden                                | Henrik Adnervik Empero                  | 37,70                                   | 32,00                                   | ZURÜCKG.                                | (1000,00)                               |                  |
| 4                                       | Schweden                                |                                         |                                         |                                         |                                         | 232,90                                  | 70               |
| weitere Platzierungen: Italien: 5. Rang | weitere Platzierungen: Italien: 5. Rang | weitere Platzierungen: Italien: 5. Rang | weitere Platzierungen: Italien: 5. Rang | weitere Platzierungen: Italien: 5. Rang | weitere Platzierungen: Italien: 5. Rang | weitere Platzierungen: Italien: 5. Rang | 60               |

Einzelwertung CCIO 4*-S
| Rang | Reiter         | Pferd           | Mannschafts- wertung | Minuspunkte | Minuspunkte | Minuspunkte | Minuspunkte |
| Rang | Reiter         | Pferd           | Mannschafts- wertung | Dressur     | Gelände     | Springen    | Gesamt      |
| ---- | -------------- | --------------- | -------------------- | ----------- | ----------- | ----------- | ----------- |
| 1    | Jule Wewer     | Ruling Spirit   | nein                 | 27,00       | 0,80        | 8,00        | 35,80       |
| 2    | Fouaad Mirza   | Dajara          | nein                 | 32,40       | 4,00        | 4,00        | 40,40       |
| 3    | Mateusz Kiempa | Lassban Radovix | ja                   | 27,70       | 12,80       | 0,00        | 40,50       |
| 4    | Frida Andersen | Box Leo         | nein                 | 35,80       | 0,80        | 4,00        | 40,60       |
| 5    | Josefa Sommer  | Simple Smile    | ja                   | 30,50       | 6,40        | 4,00        | 40,90       |

### Frankreich
Nach den Olympischen Spielen in Tokio wurde die Nationenpreisserie in Frankreich fortgesetzt. Auf dem Gelände des Nationalgestüts Haras du Pin in Le Merlerault fand vom 12. bis 15. August 2021 das französische Nationenpreisturnier statt.
Obwohl ihre Olympiastarter noch nicht wieder am Start waren, dominierte Frankreich wie im Vorjahr sein heimisches CCIO-Turnier. Von der ersten Teilprüfung an lag die französische Equipe in Führung. Die Niederlande folgten in den ersten beiden Teilprüfungen jeweils mit geringem Abstand auf Platz zwei. Obwohl im Gelände einige Minuspunkte hinzukamen, konnten die Niederländer den zweiten Platz ins Ziel bringen. Deutschland stellte keine Mannschaft, war aber mit zwei Einzelstarterinnen in der Prüfung vertreten. In der Einzelwertung kam Josephine Schnaufer-Völkel mit ihrer Stute Pasadena auf Rang drei. Tim Price überschritt mit seinem erst neunjährigen Wallach Happy Boy im Gelände die Idealzeit um sieben Sekunden. Demgegenüber blieb Gwendolen Fer mit seinem zweiten Pferd Traumprinz im Gelände ohne Fehler innerhalb der Idealzeit, so dass er die Führung von Price übernahm und die Prüfung in der Einzelwertung gewann.
Mannschaftswertung CCIO 4*-S
|                                                          | Mannschaft                                               | Reiter und Pferde                                        | Minuspunkte                                              | Minuspunkte                                              | Minuspunkte                                              | Minuspunkte                                              | Wertungs- punkte |
| Dressur                                                  | Mannschaft                                               | Reiter und Pferde                                        | Springen                                                 | Gelände                                                  | Gesamt                                                   |                                                          | Wertungs- punkte |
| -------------------------------------------------------- | -------------------------------------------------------- | -------------------------------------------------------- | -------------------------------------------------------- | -------------------------------------------------------- | -------------------------------------------------------- | -------------------------------------------------------- | ---------------- |
| 1                                                        | Frankreich                                               | Sebastien Cavaillon Sarah D'Argouges                     | 28,30                                                    | 1,20                                                     | AUSG                                                     | (1000,00)                                                |                  |
| 1                                                        | Frankreich                                               | Gwendolen Fer Romantic Love                              | 26,30                                                    | 4,80                                                     | 0,00                                                     | 31,10                                                    |                  |
| 1                                                        | Frankreich                                               | Ugo Provasi Shadd'oc                                     | 31,90                                                    | 0,00                                                     | 1,60                                                     | 33,50                                                    |                  |
| 1                                                        | Frankreich                                               | Stanislas de Zuchowicz Covadys de Triaval                | 33,30                                                    | 0,00                                                     | 1,60                                                     | 34,90                                                    |                  |
| 1                                                        | Frankreich                                               |                                                          |                                                          |                                                          |                                                          | 99,50                                                    | 100              |
| 2                                                        | Niederlande                                              | Jordy Wilken Burry Spirit                                | 36,90                                                    | 11,20                                                    | 7,60                                                     | (55,70)                                                  |                  |
| 2                                                        | Niederlande                                              | Aliene Ruyter Bomba                                      | 30,00                                                    | 4,80                                                     | 9,20                                                     | 44,00                                                    |                  |
| 2                                                        | Niederlande                                              | Sanne de Jong Enjoy                                      | 30,80                                                    | 0,00                                                     | 5,20                                                     | 36,00                                                    |                  |
| 2                                                        | Niederlande                                              | Laura Hoogeveen Wicro Quibus                             | 28,70                                                    | 1,60                                                     | 2,80                                                     | 33,10                                                    |                  |
| 2                                                        | Niederlande                                              |                                                          |                                                          |                                                          |                                                          | 113,10                                                   | 90               |
| 3                                                        | Schweden                                                 | Frida Andersen Box Leo                                   | 33,80                                                    | 0,80                                                     | 0,40                                                     | 35,00                                                    |                  |
| 3                                                        | Schweden                                                 | Sofia Sjoborg Bryjamolga van het Marienshof Z            | 35,10                                                    | 4,40                                                     | 13,60                                                    | 53,10                                                    |                  |
| 3                                                        | Schweden                                                 | Christoffer Forsberg Con Classic                         | 28,80                                                    | 8,40                                                     | 17,60                                                    | (54,80)                                                  |                  |
| 3                                                        | Schweden                                                 | Hanna Berg Quite Survivor                                | 31,40                                                    | 0,00                                                     | 15,60                                                    | 47,00                                                    |                  |
| 3                                                        | Schweden                                                 |                                                          |                                                          |                                                          |                                                          | 135,10                                                   | 80               |
| 4                                                        | Neuseeland                                               | Hollie Swain Solo                                        | 35,60                                                    | 21,60                                                    | 21,20                                                    | (78,40)                                                  |                  |
| 4                                                        | Neuseeland                                               | Jonelle Price Grappa Nera                                | 34,40                                                    | 0,40                                                     | 33,60                                                    | 68,40                                                    |                  |
| 4                                                        | Neuseeland                                               | Tayla Mason Centennial                                   | 33,60                                                    | 5,20                                                     | 0,00                                                     | 38,80                                                    |                  |
| 4                                                        | Neuseeland                                               | Tim Price Happy Boy                                      | 25,20                                                    | 0,00                                                     | 2,80                                                     | 28,00                                                    |                  |
| 4                                                        | Neuseeland                                               |                                                          |                                                          |                                                          |                                                          | 135,20                                                   | 70               |
| weitere Platzierungen: Italien: 5. Rang Spanien: 6. Rang | weitere Platzierungen: Italien: 5. Rang Spanien: 6. Rang | weitere Platzierungen: Italien: 5. Rang Spanien: 6. Rang | weitere Platzierungen: Italien: 5. Rang Spanien: 6. Rang | weitere Platzierungen: Italien: 5. Rang Spanien: 6. Rang | weitere Platzierungen: Italien: 5. Rang Spanien: 6. Rang | weitere Platzierungen: Italien: 5. Rang Spanien: 6. Rang | 60 55            |

Einzelwertung CCIO 4*-S
| Rang | Reiter                     | Pferd           | Mannschafts- wertung | Minuspunkte | Minuspunkte | Minuspunkte | Minuspunkte |
| Rang | Reiter                     | Pferd           | Mannschafts- wertung | Dressur     | Springen    | Gelände     | Gesamt>     |
| ---- | -------------------------- | --------------- | -------------------- | ----------- | ----------- | ----------- | ----------- |
| 1    | Gwendolen Fer              | Traumprinz      | nein                 | 26,90       | 0,40        | 0,00        | 27,30       |
| 2    | Tim Price                  | Happy Boy       | ja                   | 25,20       | 0,00        | 2,80        | 28,00       |
| 3    | Josephine Schnaufer-Völkel | Pasadena        | nein                 | 24,40       | 0,40        | 3,60        | 28,40       |
| 4    | Gwendolen Fer              | Romantic Love   | ja                   | 26,30       | 4,80        | 0,00        | 31,10       |
| 5    | Camille Lejeune            | Triton Fontaine | nein                 | 29,20       | 0,80        | 1,60        | 31,60       |

### Weitere Etappen
Nach Le Pin au Haras sind noch folgende Nationenpreisturniere im Rahmen des Nations Cups geplant:
- CCIO 4*-S Arville: 19. bis 22. August 2021
- CCIO 4*-S Bromont: 17. bis 19. September 2021
- CCIO 4*-L Boekelo: 7. bis 10. Oktober 2021[11]